# Villa Torrigiani Malaspina
La Villa Torrigiani Malaspina è un antico edificio situato a Montecastello, frazione di Pontedera.

## Storia

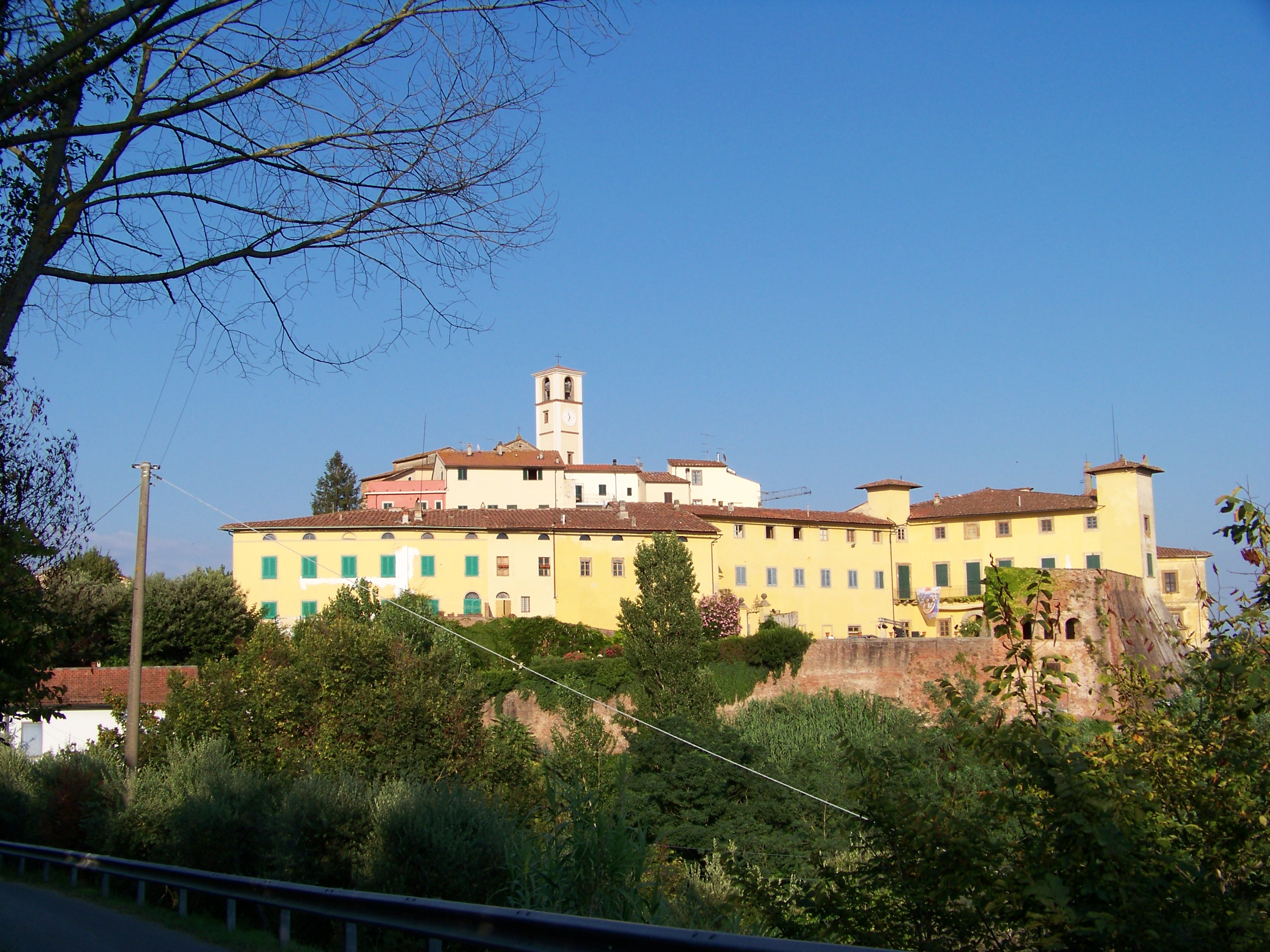
Vista di Montecastello con il particolare della Villa sulla destra

Inizialmente era di proprietà della famiglia Galletti e, nel XVII secolo, venne acquisita da Franceschi, marito di Antonia Galletti; nel XIX secolo, dopo il matrimonio tra Vittoria di Lelio Franceschi con il Marchese Torquato Malaspina, divenne una proprietà della famiglia Torrigiani-Malaspina assumendo la denominazione definitiva.
In precedenza la villa-castello era stata residenza delle famiglie fiorentine dei Tornaquinci, discendenti dei Medici, e dei Franceschi. Parte integrante della struttura difensiva del borgo medievale di Montecastello, ha subito innumerevoli modifiche nel corso dei secoli diventando residenza nobiliare e centro di un'ampia tenuta. Le stanze sono caratterizzate da un pavimento settecentesco lavorato a terrazzo veneziano. L'edificio comprende una cappella privata, affrescata a trompe-l'œil, e un'elegante chiostra munita di pozzo, frequentemente utilizzata per banchetti e feste.